# Giovanni Branai Castriota
Giovanni Branai Castriota (auch Granai Castriota, Castrioto; * ca. 1467; † 2. August 1514 in Mesagne) war ein albanischer Condottiere und katholischer Bischof, ältester Sohn von Branai oder Brana (Vrana; ital. Bernardo; † 1505) und Maria Zardari und Enkel von Vrana Konti.
Die teilweise Namensgleichheit mit der Familie Kastrioti (ital. Castriota) hat die Historiker oft in die Irre geführt; in Wirklichkeit ist eine Verwandtschaft zwischen den beiden Familien nie erwähnt worden. In jedem Fall ist es offensichtlich, dass die Branai Castriota bewusst oder unbewusst auf das Missverständnis in einem sozialen Umfeld anspielten, in dem die Antike und der Ruhm der Abstammung für die soziale Bestätigung einer Familie sehr wichtig waren; sie wurden als Nachkommen oder Verwandte eines angesehenen Helden (Georg Kastrioti) akzeptiert, der im kollektiven Gedächtnis zu Unrecht als Herrscher angesehen wurde und stiegen so mehr als eine Sprosse auf der sozialen Leiter.

## Leben

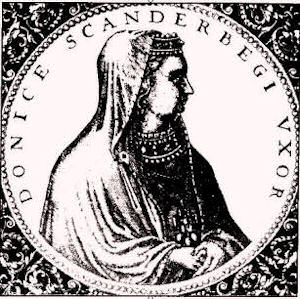
Donika Kastrioti, Gravur (1596) von Johann Theodor de Bry

Die Familie Branai Castriota kam 1468 mit Andronika, der Witwe Skanderbegs, nach Italien.
Giovanni wuchs am Hof von Neapel auf und wurde – obwohl er der älteste Sohn war – auf eine Laufbahn in der Kirche vorbereitet. 1485, im Alter von 18 Jahren wurde er 1486 von Königin Giovanna III., der Herrin von Mazara del Vallo in Sizilien, zum Bischof von Mazara del Vallo ernannt. Während der Herrschaft von Ferdinand I. von Neapel (1495–1496) war er außerdem Oberkaplan der königlichen Kapelle, ein Amt, das auch richterliche Befugnisse mit sich brachte. Doch in seiner Diözese trat der junge Georg nie auf und glaubte, die Ausübung der bischöflichen Funktionen so lange an andere delegieren zu können, bis er selbst die kanonischen Voraussetzungen erfüllte. Erst 1503, als schon seit Jahren klar war, dass er für eine kirchliche Laufbahn nicht geeignet war, verzichtete er auf die Diözese.
Giovanni, der mit seinen Eltern Branai und Maria Zardari, seinen Brüdern Alfonso und Ferdinando und seinen Schwestern Isabella, Giovanna und Camilla in Neapel lebte, wurde in die Krise der aragonesischen Dynastie verwickelt (1485–1487). Am 7. September 1499 verließ Johanna III. Neapel und begab sich zu ihrem Bruder Ferdinand nach Spanien. Die Tochter Johanna IV. befand sich, wie aus einem Brief von Johanna III. an ihre Tochter vom 26. März 1500 hervorgeht, noch im März 1500 in Neapel. Der Botschafter Thomas Bradley, der die beiden Königinnen am 23. Juni 1505 in ihrer Residenz in Reyalls (Valencia) besuchte, wurde Zeuge des Privilegs für Branai und seiner Familie (Ehefrau, zwei Söhne und drei Töchter), die an der Audienz teilnahmen. Die Nachricht scheint wahr zu sein, denn im März 1502 befand sich der ältere der beiden Söhne, Giovanni, in Palermo. Der Krieg zwischen den Spaniern und den Franzosen war im Königreich Neapel bereits im Gange, und Giovanni schloss sich Gonzalo Fernández de Córdoba an.

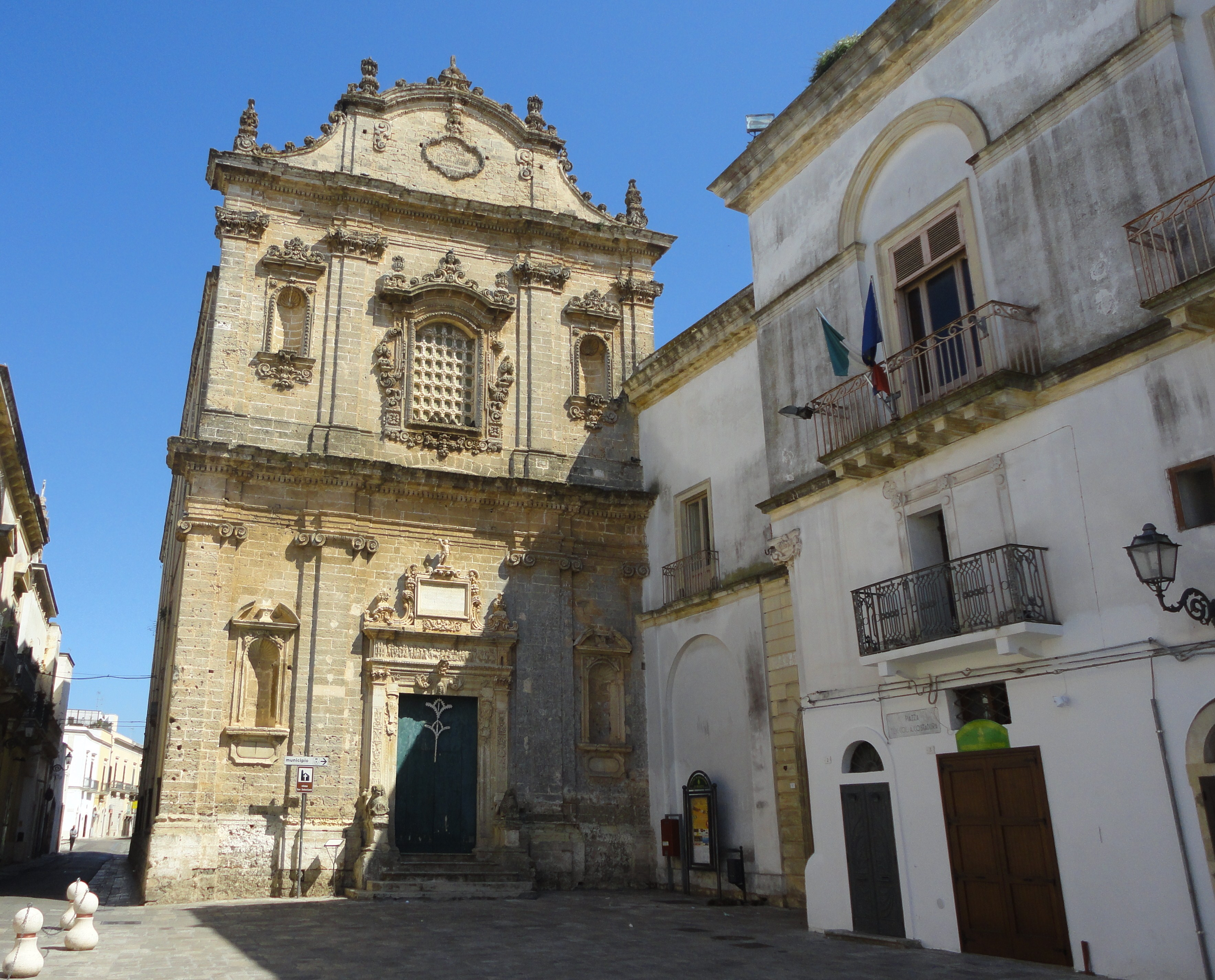
Kirche San Sebastiano und San Rocco in Galatone

Im Jahr 1505 erscheint er als „Generalleutnant der durchlauchtigsten Königin Johanna Mutter und Tochter“. Als sein Vater 1508 starb, wurde er zum 2. Herzog von Copertino, zum 2. Baron von Galatone und zum 2 Herzog von Ferrandina ernannt. Die Grafschaft Copertino umfasste auch die Gebiete von Leverano und Veglie. In Galatone ließ er für die Dominikaner ein Kloster und die Kirche San Sebastiano und San Rocco errichten. In Copertino unterstützte er die Niederlassung der Franziskaner im Kloster Santa Maria di Casole, die besonders aktiv im Kampf gegen den byzantinischen Ritus waren.

## Die Brüder Alfonso und Ferrante
1. Ferrante war der beste Krieger der Familie und wirkte entfernt vom Salento. In den Jahren 1524 und 1525 war er Generalkapitän der leichten Kavallerie und befehligte die Vorhut der kaiserlichen Armee. Er starb in der Schlacht bei Pavia am 24. Februar 1525.
2. Alfonso versuchte nach dem Tod seiner Brüder Giovanni und Ferrante alle Lehen der Familie Branai Castriota durch Heiraten zwischen seinen Söhnen und Neffen in seinem Haus zu vereinen.

## Die Nachkommenschaft
1. Giovanni (* ca. 1467; † 2. August 1514 in Mesagne), 2. Baron von Galatone, 2. Herzog von Copertino, 2. Herzog von Ferrandina ab 1508; Vikar der Königin in Apulien und Basilicata (1467–1516)
  1. Maria heiratete den Sohn von Alfonso, Antonio
  2. Pirro (natürlicher Sohn, geboren 1498) Baron von Parabita und Gouverneur von Terra d’Otranto
2. Alfonso, Gouverneur in der Capitanata und in Kalabrien
  1. Antonio heiratet die Tochter von Giovanni, Maria
  2. Giovanni heiratet die Tochter von Ferrante, Giovanna
  3. Isabella heiratet Acquaviva
  4. Camilla heiratet Caracciolo
  5. Giovanna heiratet Capece
3. Ferrante, Gouverneur der Region Abruzzen
  1. Giovanna heiratete den Sohn von Alfonso, Giovanni
  2. Ippolita heiratet Becci

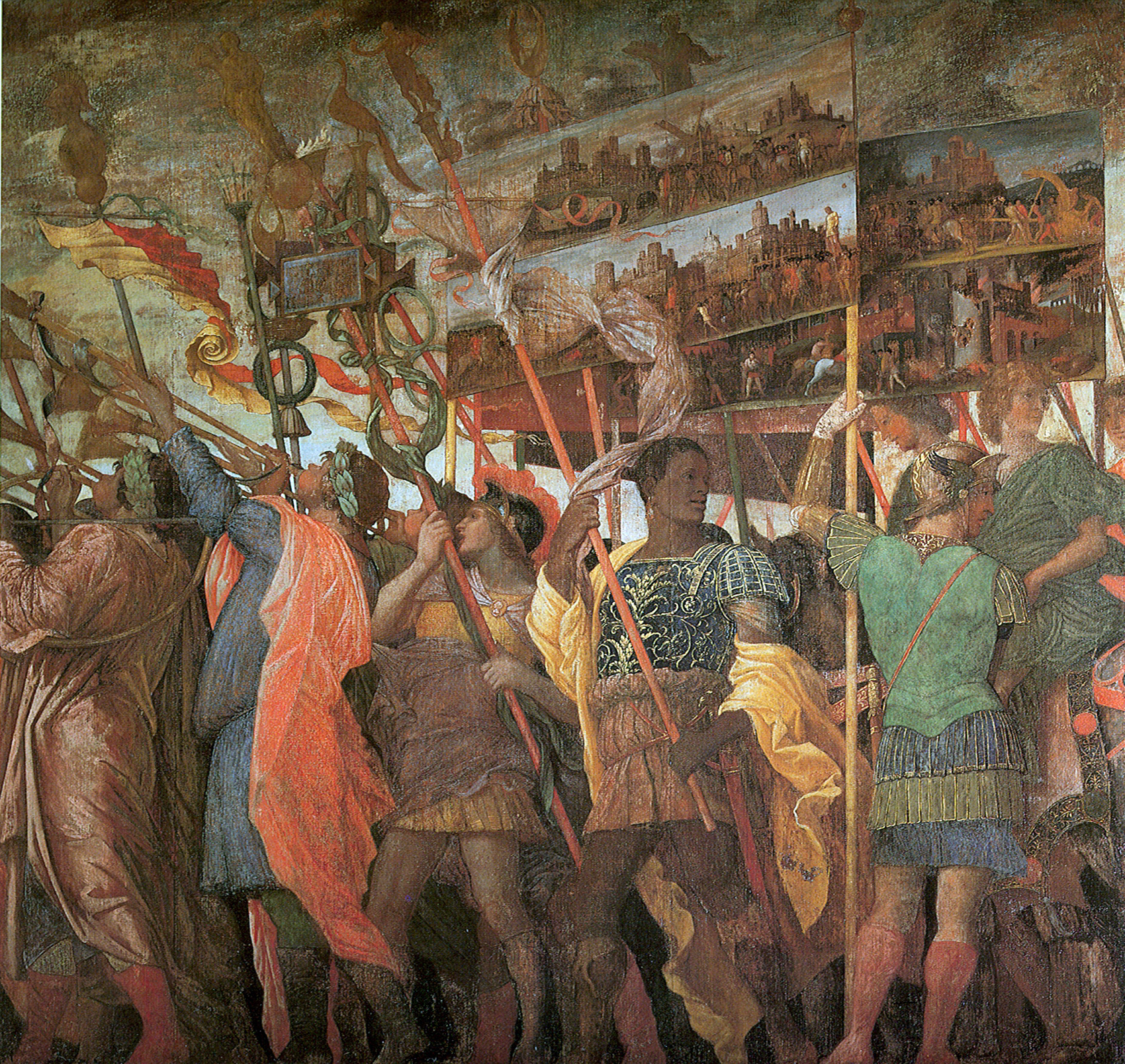
Triumph des Julius Cäsar, erstes Gemälde, Trompeter und Fahnenträger von Andrea Mantegna

Von einer Adeligen aus der Familie Mele hatte Giovanni seinen leiblichen Sohn Pirro: Er wurde 1498 in Galatone geboren. Nach dem Tod seines Vaters wurde er von seinem Onkel Alfonso unterstützt, der ihn seinem Sohn Antonio vorzog. Pirro war ein Schüler von Galateo in Latein und Griechisch, ein geschickter Condottiere und der einzige Mann, der das Geschlecht der Branai Castriota fortsetzte.
Zwischen 1522 und 1535 ließ Pirro zusammen mit seiner Halbschwester Maria und seinem Onkel Alfonso in der Kirche San Sebastiano e San Rocco in Galatone ein Flachrelief anfertigen, das die Siege Giovannis über die Franzosen darstellt. Ein feierlicher Einzug in die Stadt von Giovanni Branai Castriota, inspiriert vom Triumph des Julius Cäsar von Andrea Mantegnas.